# Neumeister Münchner Kunstauktionshaus
Pour les articles homonymes, voir Neumeister.
Neumeister Münchner Kunstauktionshaus dit Neumeister est le nom d'une salle de ventes aux enchères située à Munich, Allemagne.

## Historique
Neumeister fut fondée le 1er avril 1958 par Rudolf Neumeister, quand cet ancien pilote de chasse, repris la maison de vente aux enchères Adolf Weinmüller (de), après le décès de son fondateur Adolf Weinmüller.
De 1945 à 1958, Rudolf Neumeister mena de front des études de droit et des activités de courtage artistique. Par exemple en prospectant aux États-Unis des œuvres d'art exportées par ses compatriotes, avant-guerre.
Le siège de la société fut d'abord le Palais Almeida à Munich, dans la Brienner Strasse, dans le quartier de Maxvorstadt. En 1978 un immeuble fut érigé Barer Strasse « près de la Pinacothèque » sur les plans des architectes Joachim Zangenberg et Dieter Rheinberger.

### Note
1. ↑  Celui-ci avait été assez actif sur le marché de l'art dans les années trente. Il participa à l'aryanisation des biens juifs, notamment la galerie munichoise du marchand de tableaux Hugo Helbing.

### Référence
- Elisabeth Bauschmid, 50 Th Anniversary, Neumeister, s. d. (2008).